# Aurélie Carlier
Pour les articles homonymes, voir Carlier.
Aurélie Carlier, née le 15 mars 1996 à Armentières, est une archère française.
Aux Jeux méditerranéens de 2013, elle est médaillée de bronze par équipe (Cadet).
Quelques mois plus tard elle est décroche le titre de championne du monde par équipe à Wuxi (Chine) aux côtés de Laura Ruggieri et Mélanie Gaubil (Cadet). Elle est médaillée d'or par équipes en tir à l'arc classique avec Sophie Planeix et Laura Ruggieri aux Championnats d'Europe 2014(Sénior)